# Łączno (województwo zachodniopomorskie)
Łączno – wieś w Polsce położona w województwie zachodniopomorskim, w powiecie szczecineckim, w gminie Borne Sulinowo, przy drodze krajowej nr 20 ze Stargardu do Gdyni, nad jeziorem Łączno (ok. 30 ha).